# Penijõe
Koordinaten: 58° 43′ N, 23° 49′ O
Penijõe (deutsch Pennijöggi) ist ein Dorf (estnisch küla) in der Landgemeinde Lääneranna im Kreis Pärnu (bis 2017: Landgemeinde Lihula im Kreis Lääne).

## Beschreibung und Geschichte

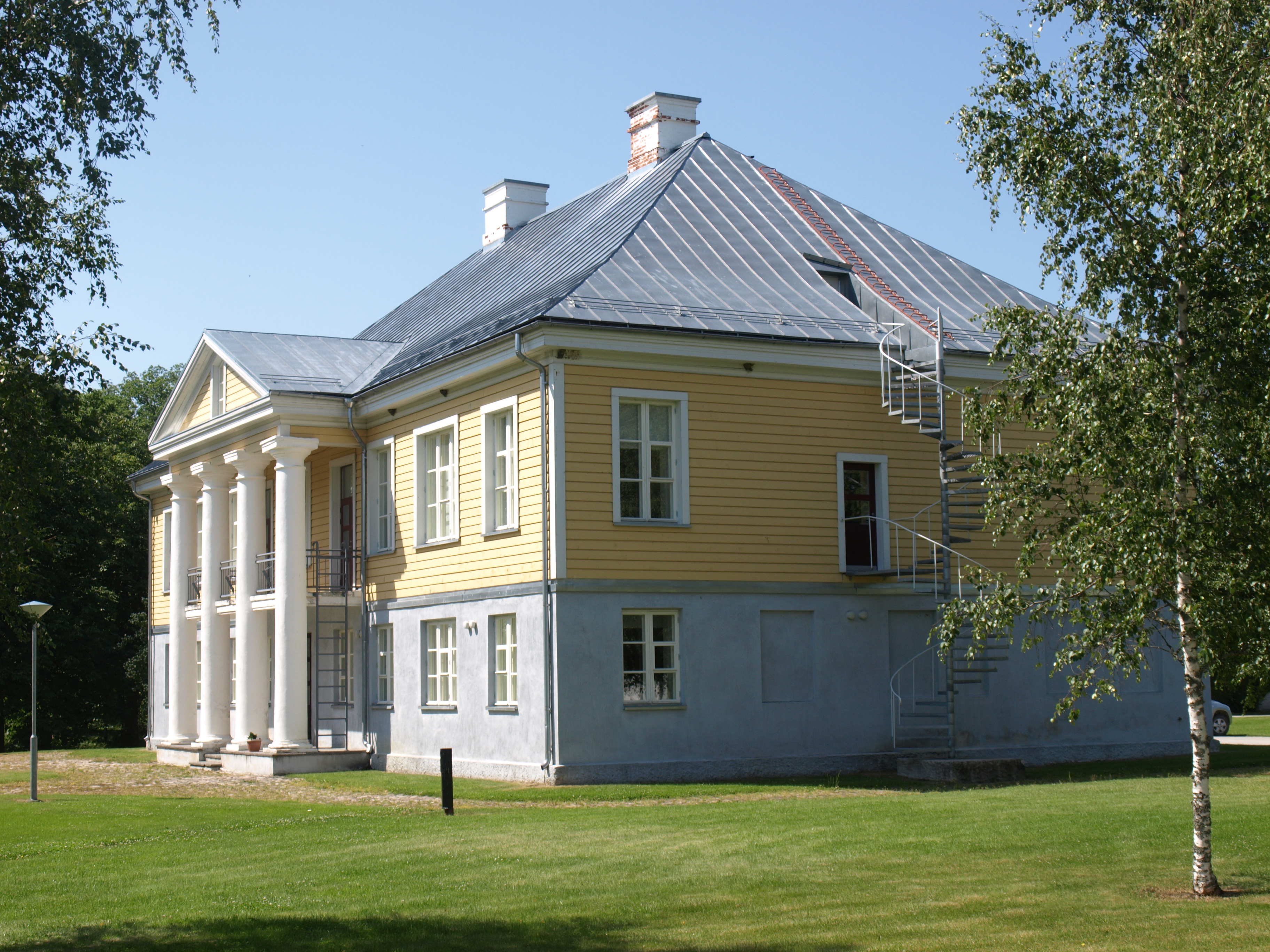
Ehemaliges Herrenhaus

Der Ort hat heute nur noch zwei Einwohner (Stand 31. Dezember 2011). Es liegt 28 Kilometer südöstlich von Haapsalu.
1368 wurde der Bach Pennipanoya erstmals urkundlich erwähnt. Der Bach, ein Nebenfluss des Kasari (Kasari jõgi), gab dem Ort seinen Namen. In der ersten Hälfte des 17. Jahrhunderts entstand neben der Mühle ein Hof. 

## Gut von Penijõe
1765 ist erstmals das Rittergut von Penijõe urkundlich verzeichnet. Es stand später im Besitz der Familie Middendorff. Letzter Eigentümer vor der Enteignung im Zuge der Landreform in Estland 1919 war der deutschbaltische Adlige Johann Andreas von Wetter-Rosenthal.
Das heutige Herrenhaus im (neo)klassizistischen Stil entstand in der zweiten Hälfte des 18. Jahrhunderts. Um 1820 wurde das erste Obergeschoss aus Holz ergänzt und mit einem viersäuligen Portikus mit Dreiecksgiebel versehen. Auf dem Dach befinden sich zwei kleinere Mantelschornsteine.
Von 1935 bis 1955 war in dem ehemaligen Herrenhaus des Guts eine Landwirtschaftsschule untergebracht, anschließend Wohnungen. Seit 2000 befinden sich in dem renovierten Gebäude die Verwaltung des Nationalparks Matsalu (Matsalu rahvuspark), das Informationszentrum und ein Naturkunde-Museum.